# Bryan Batt
Bryan Batt (New Orleans, 1º marzo 1963) è un attore statunitense, noto soprattutto per aver interpretato Salvatore Romano nella serie Mad Men, un ruolo che gli ha valso il Screen Actors Guild Award per il miglior cast in una serie drammatica nel 2009.

## Biografia
Dopo gli studi universitari, Batt ha fatto il suo debutto nel mondo dello spettacolo recitando in produzioni regionali di musical e opere di prosa come Evita, Grease e Romeo e Giulietta. Ha fatto il suo debutto a Broadway alla fine degli anni 80 con il musical Starlight Express, a cui seguirono altri tre musical di Andrew Lloyd Webber sempre a Broadway: Cats (1992), Joseph and the Amazing Technicolor Dreamcoat (1993) e Sunset Boulevard con Glenn Close (1994). L'attività a Broadway proseguì con l'inizio del XXI secolo, quando interpretò Lumière nel musical La bella e la bestia (2001) e fu il primo sostituto di Gary Beach nel ruolo del protagonista de La Cage aux Folles (2004). Molto attivo anche in campo televisivo e cinematografico, Batt ha recitato in diverse serie TV, tra cui Mad Men, Law & Order e Ugly Betty, oltre che ad essere apparso in film come 12 anni schiavo e Baciami Guido.
Dichiaratamente gay, è sposato con Tom Cianfichi dal 2014.

## Filmografia parziale

### Cinema
- Jeffrey, regia di Christopher Ashley (1995)
- Baciami Guido (Kiss Me, Guido), regia di Tony Vitale (1997)
- Funny People, regia di Judd Apatow (2009)
- 12 anni schiavo (12 Years a Slave), regia di Steve McQueen (2013)
- Parkland, regia di Peter Landesman (2013)
- The Last of Robin Hood, regia di Richard Glatzer e Wash Westmoreland (2013)
- Il diario dell'amore (The Book of Love), regia di Bill Purple (2016)
- Po, regia di John Asher (2016)
- LBJ, regia di Rob Reiner (2016)
- Billionaire Boys Club, regia di James Cox (2018)
- Night Teeth, regia di Adam Randall (2021)
- Pinball: The Man Who Saved The Game, regia di Austin e Meredith Bragg (2022)

### Televisione
- Così gira il mondo (As the World Turns) - serie TV, 1 episodio (1997)
- Law & Order: Criminal Intent - serie TV, 2 episodi (2003-2011)
- Rescue Me - serie TV, 1 episodio (2004)
- Mad Men - serie TV, 39 episodi (2007-2009)
- Ghost Whisperer - Presenze (Ghost Whisperer) - serie TV, 1 episodio (2009)
- Ugly Betty - serie TV, 2 episodio (2010)
- Scream - serie TV, 13 episodi (2015-2016)
- NCIS - Unità anticrimine (NCIS) - serie TV, episodio 13x12 (2016)
- NCIS: New Orleans - serie TV, episodio 2x12 (2016)
- Tales of the City - serie TV, 1 episodio (2019)

### Doppiaggio
- I Simpson - serie TV, 1 episodio (2018)

## Doppiatori italiani
Nelle versioni in italiano delle opere in cui ha recitato, Bryan Batt è stato doppiato da:
- Alessandro Ballico in NCIS - Unità anticrimine, NCIS: New Orleans
- Andrea Zalone in Law & Order: Criminal Intent (ep. 2x12)
- Marco Panzanaro in Law & Order: Criminal Intent (ep. 10x05)
- Saverio Indrio in Mad Men
- Alessandro Messina in Ghost Whisperer - Presenze
- Marco Baroni in Parlkland
- Antonio Palumbo in Scream